# Hans-Gert Bernstein
Hans-Gert Bernstein (* 15. Juli 1950 in Leipzig) ist ein deutscher Neurobiologe.

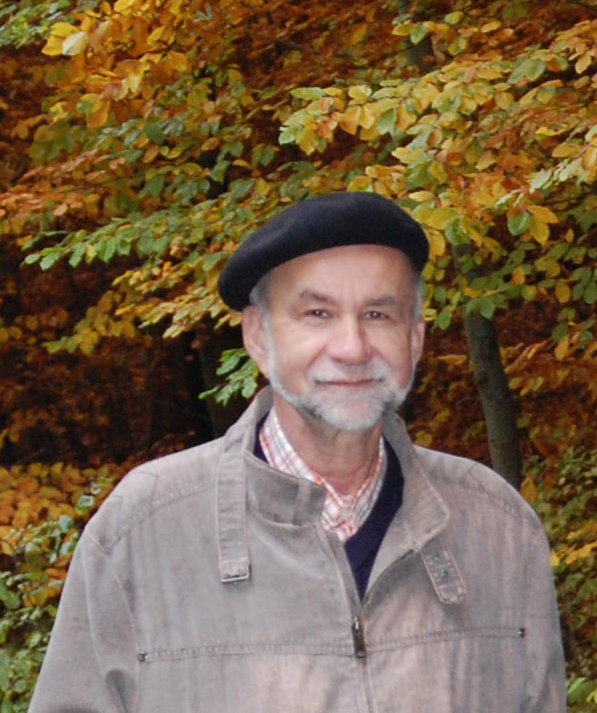

## Beruflicher Werdegang
Hans-Gert Bernstein wuchs in Böhlitz-Ehrenberg auf (heute Stadtteil von Leipzig). Nach seinem Abitur 1969 an der ABF II Halle studierte er Biologie an der Fakultät für Biologie und Bodenkunde der Lomonossow-Universität Moskau.
1974 trat Hans-Gert Bernstein eine Aspiranturstelle an der Sektion Biowissenschaften der Karl-Marx-Universität in Leipzig an, wo er 1978 mit dem Thema „Thiaminpyrophosphatase und 5‘-Nukleotidase im Hippocampus der Ratte“ promovierte. 1982 habilitierte er sich am Institut für Anatomie und Biologie der Medizinischen Akademie Magdeburg zum Thema „Cerebrales immunreaktives Insulin“. Ab 1987 war Hans-Gert Bernstein als Dozent für Anatomie tätig. 1989 übernahm er eine Position als Bereichsleiter für Neuromorphologie am Leibniz-Institut für Neurobiologie Magdeburg (LIN). 1996 wurde Hans-Gert Bernstein zum außerplanmäßigen Professor für Psychiatrie an der medizinischen Fakultät der Otto-von-Guericke-Universität Magdeburg berufen. Dort erforschte er als Leiter des Labors für experimentelle Psychiatrie die Neuropathologie der Schizophrenie, der Depression und des Morbus Alzheimer.

## Wissenschaftliche Arbeit
Hans-Gert Bernstein befasst sich mit den pathophysiologischen Ursachen neuropsychiatrischer Erkrankungen. Schwerpunkt liegt auf der immunhistochemischen Untersuchung von Hirngewebe. Hierbei spielt die Erforschung der Cathepsine, des Insulinstoffwechsels im Gehirn, der Neurotransmitterstörungen sowie der Neuroinflammation eine bedeutende Rolle.
Seine bisherigen wissenschaftlichen Erkenntnisse resultierten in 424 Publikationen. Er veröffentlichte zusammen mit Alfred Dorn das Buch Laborpraxis der Immunhistochemie. Jena, 1983 ISBN 3-437-10882-4

## Publikationen
- The hypothalamus and neuropsychiatric disorders: psychiatry meets microscopy. Bernstein HG, Dobrowolny H, Bogerts B, Keilhoff G, Steiner. J.Cell Tissue Res. 2019 Jan;375(1).
- Putative roles of cathepsin B in Alzheimer's disease pathology: The good, the bad, and the ugly in one? Bernstein HG, Keilhoff G. Neural Regen Res. 2018 Dec;13(12).
- Glial cells in schizophrenia: pathophysiological significance and possible consequences for therapy. Bernstein HG, Steiner J, Bogerts B. Expert Rev Neurother. 2009 Jul;9(7).
- Repeated application of ketamine to rats induces changes in the hippocampal expression of parvalbumin, neuronal nitric oxide synthase  and cFOS similar to those found in human schizophrenia. Keilhoff G, Becker A, Grecksch G, Wolf G, Bernstein HG. Neuroscience. 2004;126(3)
- Insulin-degrading enzyme in the Alzheimer's disease brain: prominent localization in neurons and senile plaques. Bernstein HG, Ansorge S, Riederer P, Reiser M, Frölich L, Bogerts B. Neurosci Lett. 1999 Mar 26;263(2-3)
- Nitric oxide synthase-containing neurons in the human hypothalamus: reduced number of immunoreactive cells in the paraventricular nucleus of depressive patients and schizophrenics. Bernstein HG, Stanarius A, Baumann B, Henning H, Krell D, Danos P, Falkai P, Bogerts B. Neuroscience. 1998 Apr;83(3)

## Auszeichnungen
- 1983 erhielt er die Johannes-Müller-Medaille für seine Habil-Arbeit
- 2000 erhielt er den Schönwald-Preis für seine Alzheimer-Forschung
- 2009 erhielt er einen Genomics Award (OCIM Pharmaceuticals, India)
- 2015 erhielt er die Auszeichnung "Best Paper of the Year" (Editor's choice) derived from Zeitschrift Schizophrenia Research

## Mitgliedschaften
- Emeritio
- Sigma Xi Honor Society